# Botero (cognome)
Botero è un cognome diffuso in America Latina; è di origine italiana, proveniente nello specifico dalla provincia di Cuneo, Piemonte, ed è cognome di professione.

## Varianti
Boter, Boteri, Botter, Botteri, Bottero.

## Origine

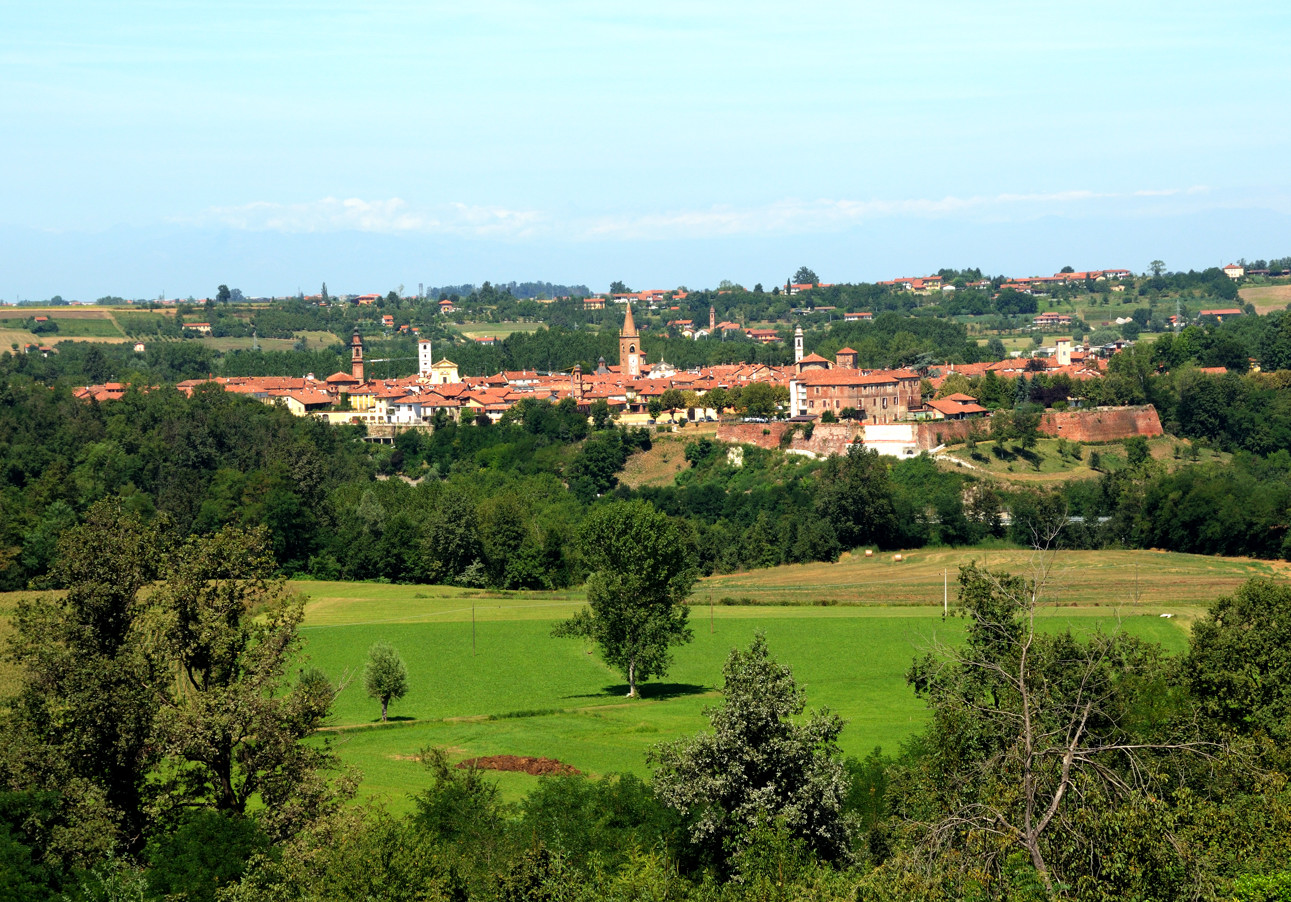
Comune di Bene Vagienna, Cuneo, Piemonte, Italia

L'origine remota del cognome risale all'Alto Medioevo, intorno al VI secolo nella regione Piemonte, che prima di allora faceva parte dell'Impero Romano.
In quel periodo, le informazioni sulla costruzione delle botti di legno giunsero nella città romana di Augusta Bagiennorum (oggi Bene Vagienna, Cuneo), per lo stoccaggio e il trasporto di liquidi e solidi, come vino, acqua, miele, cereali, sale e zucchero.
Successivamente, Boterus o Botterus (dal tardo latino Buttis) fu chiamato il mestiere esercitato da persone provenienti da famiglie di artigiani che fabbricavano quelle botti di legno in quella zona dell'attuale provincia di Cuneo.
Il cognome Boterus nacque ufficialmente dopo che il Concilio di Trento a Roma, nell'anno 1564, ordinò che le parrocchie delle nazioni europee tengano registri di nascite, matrimoni e decessi di persone, con nomi e cognomi.
Da allora, nei certificati di battesimo in latino, si cominciò a trovare il cognome Botero scritto in lingua piemontese.

## Diffusione del cognome
In Italia il cognome è diffuso prevalentemente nelle regioni Lombardia, Piemonte, Lazio e Veneto.
Nel XVIII secolo, alcune persone con questo cognome passarono dall'Italia alla Penisola iberica, e da lì poi nel continente americano, principalmente in Colombia, dove lo portano diverse decine di migliaia di persone (più di 65.000). Gli Stati Uniti d'America sono il secondo paese al mondo con il maggior numero di abitanti con il cognome Botero. Altri paesi con persone con questo cognome sono Venezuela, Brasile e Messico.
In Colombia, il paese con il maggior numero di persone che portano questo cognome, discendono tutti dall'artigliere di marina genovese Giovanni Andrea Botero Bernavi, che lavorò al servizio della corona spagnola e viaggiò dal porto di Cadice a Cartagena, Vicereame della Nuova Granada, nell'anno 1716. Botero viaggiò verso l'interno e fondò la sua famiglia nel dipartimento di Antioquia, dedicandosi all'estrazione dell'oro, nella zona di Rionegro, vicino a Medellín.